# کسی گینس
کسی گینس (انگلیسی: Cassie Gaines؛ ۹ ژانویهٔ ۱۹۴۸ – ۲۰ اکتبر ۱۹۷۷) یک موسیقی‌دان اهل ایالات متحده آمریکا بود. وی بین سال‌های ۱۹۷۵ تا ۱۹۷۷ میلادی فعالیت می‌کرد.